# Rajd Argentyny 1994
Rezultaty Rajdu Argentyny (14. Rally YPF Argentina), eliminacji Rajdowych Mistrzostw Świata w 1994 roku, który odbył się w dniach 30 czerwca-2 lipca. Była to szósta runda czempionatu w tamtym roku. Bazą rajdu było miasto Cordoba. 

## Wyniki końcowe rajdu
| Msc.                   | Kierowca               | Pilot                  | Samochód                 | Czas                   | Strata                 | Grupa                  | Punkty                 |
| Klasyfikacja generalna | Klasyfikacja generalna | Klasyfikacja generalna | Klasyfikacja generalna   | Klasyfikacja generalna | Klasyfikacja generalna | Klasyfikacja generalna | Klasyfikacja generalna |
| ---------------------- | ---------------------- | ---------------------- | ------------------------ | ---------------------- | ---------------------- | ---------------------- | ---------------------- |
| 1                      | Didier Auriol          | Bernard Occelli        | Toyota Celica Turbo 4WD  | 5:50.42                | 0.0                    | A8 M                   | 20                     |
| 2.                     | Carlos Sainz           | Luis Moya              | Subaru Impreza 555       | 5:50.48                | +0.06                  | A8 M                   | 15                     |
| 3.                     | Ari Vatanen            | Fabrizia Pons          | Ford Escort RS Cosworth  | 5:57.22                | +6.40                  | A8 M                   | 12                     |
| 4.                     | Bruno Thiry            | Stéphane Prévot        | Ford Escort RS Cosworth  | 6:01.49                | +11.07                 | A8 M                   | 10                     |
| 5.                     | Jorge Recalde          | Martin Christie        | Mitsubishi Lancer Evo II | 6:27.04                | +36.22                 | N4                     | 8                      |
| 6.                     | Jorge Bescham          | José García            | Ford Escort RS Cosworth  | 6:33.59                | +43.17                 | N4                     | 6                      |
| 7.                     | Rudi Stohl             | Peter Diekmann         | Audi Coupé S2            | 6:47.38                | +56.56                 | A8                     | 4                      |
| 8.                     | Isolde Holderied       | Tina Thörner           | Mitsubishi Lancer RS     | 6:51.31                | +1:00.49               | N4                     | 3                      |
| 9.                     | Gabriel Raies          | José Volta             | Renault 18 GTX           | 7:02.51                | +1:12.09               | A7                     | 2                      |
| 10.                    | Gustavo Ramonda        | Horacio Berra          | Mitsubishi Galant VR-4   | 7:11.28                | +1:20.46               | N4                     | 1                      |
| PWRC                   |                        |                        |                          |                        |                        |                        |                        |
| 1 (5).                 | Jorge Recalde          | Martin Christie        | Mitsubishi Lancer Evo II | 6:27.04                | -                      | N4                     |                        |
| 2 (6).                 | Jorge Bescham          | José García            | Ford Escort RS Cosworth  | 6:33.59                | +6:55                  | N4                     |                        |
| 3 (8).                 | Isolde Holderied       | Tina Thörner           | Mitsubishi Lancer RS     | 6:51.31                | +24:27                 | N4                     |                        |

1. ↑  Litera M przy oznaczeniu grupy do której należy samochód oznacza, iż tylko ci kierowcy zdobywali punkty dla swoich zespołów liczonych w klasyfikacji producentów na koniec sezonu.

## Klasyfikacja po 6 rundach
Tabele przedstawiają tylko pięć pierwszych miejsc.

### Kierowcy
| Lp. | Kierowca        | Pkt |
| --- | --------------- | --- |
| 1   | Carlos Sainz    | 57  |
| 2   | Didier Auriol   | 67  |
| 3   | Juha Kankkunen  | 47  |
| 4   | Massimo Biasion | 30  |
| 5   | Bruno Thiry     | 22  |

### Producenci
| Lp. | Producent  | Pkt |
| --- | ---------- | --- |
| 1   | Toyota     | 111 |
| 2   | Subaru     | 95  |
| 3   | Ford       | 68  |
| 4   | Mitsubishi | 27  |